# Too Bright

《Too Bright》는 미국의 싱어송라이터 퍼퓸 지니어스의 세 번째 정규 음반으로, 2014년 9월 23일 마타도르 레코드를 통해 발매되었다. 피치포크에서는 이 음반에 10점 만점 중 8.5점을 부여하며 "베스트 뉴 뮤직"으로 선정하였다. 또한 영국 차트에서는 77위, 미국 차트에서는 83위를 기록하였다.
| 전문가 평가          | 전문가 평가 |
| 총 점수              | 총 점수     |
| 출처                 | 점수        |
| -------------------- | ----------- |
| AnyDecentMusic?      | 8.4/10      |
| 메타크리틱           | 87/100      |
| 평가 점수            |             |
| 출처                 | 점수        |
| AllMusic             | [ 7 ]       |
| The A.V. Club        | A−          |
| Entertainment Weekly | A−          |
| The Guardian         | [ 10 ]      |
| Mojo                 | [ 11 ]      |
| NME                  | 8/10        |
| Pitchfork            | 8.5/10      |
| Q                    | [ 14 ]      |
| Rolling Stone        | [ 15 ]      |
| Wondering Sound      | [ 16 ]      |

## 평가
《Too Bright》는 비평가들에게 찬사를 받았다. 비평가들의 리뷰와 점수를 모아 100점 만점으로 하여 평균 점수를 매기는 메타크리틱에서는 총 87점이 나와 대부분 찬사를 보내는(universal acclaim) 음반이 되었다.
피치포크의 브랜든 스토수이는 이 음반을 매우 긍정적으로 바라보며, "이 작품을 강하게 만드는 데 차지한 많은 부분은 피를 흘리는 관대한 인간의 정신이며, 《Too Bright》은 그가 자신의 두려움과 악마와 맞서는 것에 대한 최고의 예이다. 수록된 곡들은 노래라는 느낌이 적게 들고, 오히려 보물이라는 느낌이 더욱 많이 들며, 힘과 지혜로 사람들을 채우며, 그에 대한 결과로 《Too Bright》는 성적 지향과는 상관없이 소외감, 차별감, 혹은 "다른 사람"으로 느껴본 모든 사람에게 반향을 일으키며, 위로를 건네고, 감동시킬 수 있는 것처럼 보인다"고 말하였다.

## 삽화
이 음반의 삽화는 루크 길포드가 맡았으며, 중성적인 모습의 퍼퓸 지니어스를 표현하였다. 이는 음반 전체에 걸쳐 나타나는 주제를 아우른다.

## 콘셉트와 과정
퍼퓸 지니어스는 리파이너리29와의 인터뷰에서 "잘 모르겠다. 나는 긴 시간동안 끊임없이 일종의 안심시키기나 수용에 대해 탐구하고 있었다, 다른 사람이 나에게 진지하게 받아들여지기를 원했다."고 말했다. 지니어스는 이것이 이번 음반을 만들기 위한 보다 진지한 접근이었다고 설명한다. 《Too Bright》에서는 성, 능력, 그리고 괴상한 정체성에 대한 주제를 더 자세히 들여다보고 있다.

## 트랙 리스트
| #            | 제목                  | 재생 시간 |
| ------------ | --------------------- | --------- |
| 1.           | 〈I Decline〉         | 1:58      |
| 2.           | 〈Queen〉             | 3:50      |
| 3.           | 〈Fool〉              | 3:55      |
| 4.           | 〈No Good〉           | 3:49      |
| 5.           | 〈My Body〉           | 2:17      |
| 6.           | 〈Don't Let Them In〉 | 2:21      |
| 7.           | 〈Grid〉              | 2:39      |
| 8.           | 〈Longpig〉           | 2:50      |
| 9.           | 〈I'm a Mother〉      | 3:30      |
| 10.          | 〈Too Bright〉        | 3:25      |
| 11.          | 〈All Along〉         | 2:34      |
| 총 재생 시간 | 총 재생 시간          | 33:38     |

| #   | 제목      | 재생 시간 |
| --- | --------- | --------- |
| 12. | 〈Thing〉 | 2:55      |

## 크레딧
주 참여자
- 마이크 헤드리어스 - 보컬, 피아노 (1, 4, 6, 10), 신디사이저 (3, 7, 9, 10), 키보드 (2, 8), 공 (5), 박수 (8), 월리처 (11), 작곡, 녹음
- 에이드리언 우틀리 - 신디사이저 (2, 3, 5, 7, 8), 베이스 기타 (2, 3, 5, 11), 기타 (1, 11), 와인박스 (5), 퓨즈 베이스 (7), 박수 (8), 엔지니어, 믹싱, 프로듀서
- 앨런 와이펠스 - 신스 (3, 4, 8, 10), 키보드 (2, 5), 피아노 (6)
- 짐 바 - 더블 베이스 (3, 4, 6)
- 허브 베가트 - 드럼 (3, 5, 8)
- 로스 휴스 - 베이스 클라리넷 (3, 4, 10), 색소폰 (7)
- 존 패리시 - 드럼 (2, 7, 8, 11), 셰이커 (5)

추가 참여자
- 그렉 칼비 - 마스터링
- 알리 챈트 - 엔지니어, 믹싱, 프로듀서, 박수 (8)
- 앨리슨 필딩 0 디자인
- 루크 길파드 - 사진

## 차트
| 차트 (2014)                          | 최고 순위 |
| ------------------------------------ | --------- |
| 벨기에 음반 차트 (울트라톱 플랑드르) | 26        |
| 벨기에 음반 차트 (울트라톱 왈로니아) | 64        |
| 영국 음반 차트 (OCC)                 | 77        |
| 미국 빌보드 200                      | 83        |
| 미국 인디펜던트 앨범 (빌보드)        | 19        |
| 미국 톱 얼터너티브 앨범 (빌보드)     | 10        |
| 미국 톱 록 앨범 (빌보드)             | 24        |

## 대중 문화
- "Too Bright"이 ABC의 법정 드라마 범죄의 재구성 시즌 2 피날레에 사용되었다.
- "Queen"이 미국의 드라마 미스터 로봇의 에피소드 "eps1.3_da3m0ns.mp4"와 "Hello, Elliot"에 사용되었다.